# 少牙盲鰻
少牙盲鰻，（學名：Myxine paucidens）為盲鳗科盲鰻屬的其中一種，被IUCN列為瀕危保育類動物，分布於西北太平洋日本相模灣海域，為深海魚類，棲息深度630-1000公尺，體延長呈圓柱狀，體後方側扁，眼退化為皮膚所覆蓋，無上下頜，有6對鰓囊，黏液孔總計92-93個，體長可達30.5公分，棲息在泥底質海域，將身體埋入泥中，屬肉食性，沒有交配器官，性腺位於腹膜腔內，卵巢位於性腺的前部，睾丸位於性腺的後部，若性腺的顱部發育，則動物成為雌性；若性腺的尾部發生分化，則動物成為雄性，生活習性不明。